# Duit

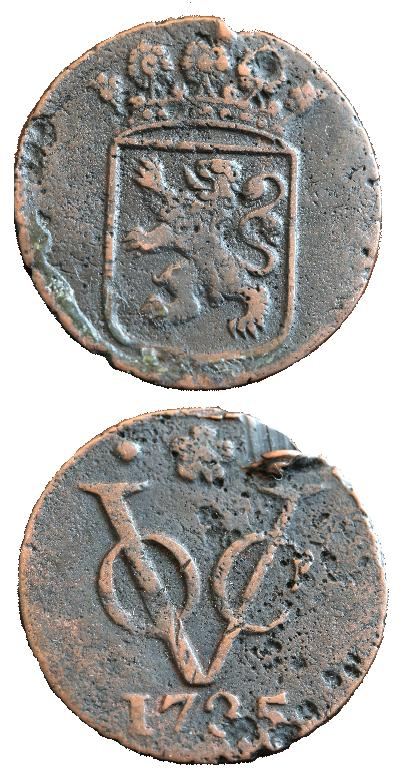
Een VOC-duit (1735)

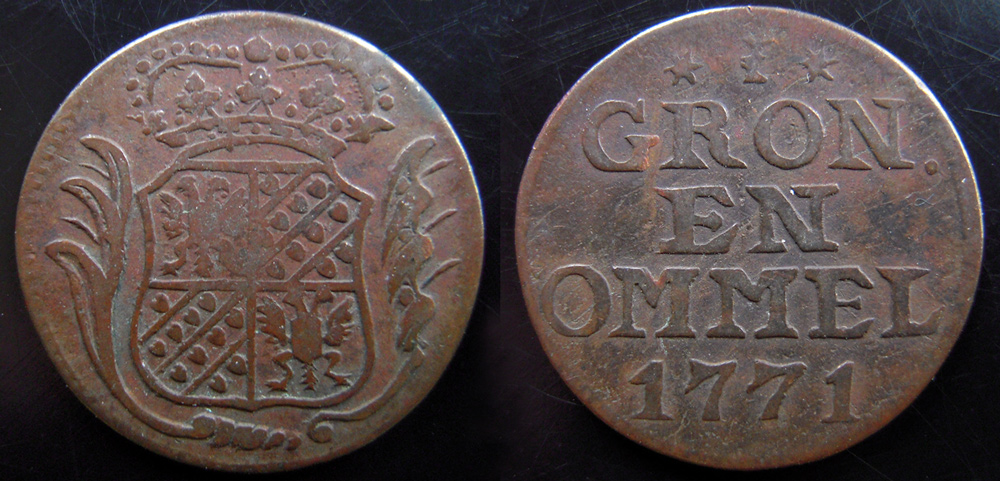
Koperen duit van Stad Groningen en Ommelanden uit 1771

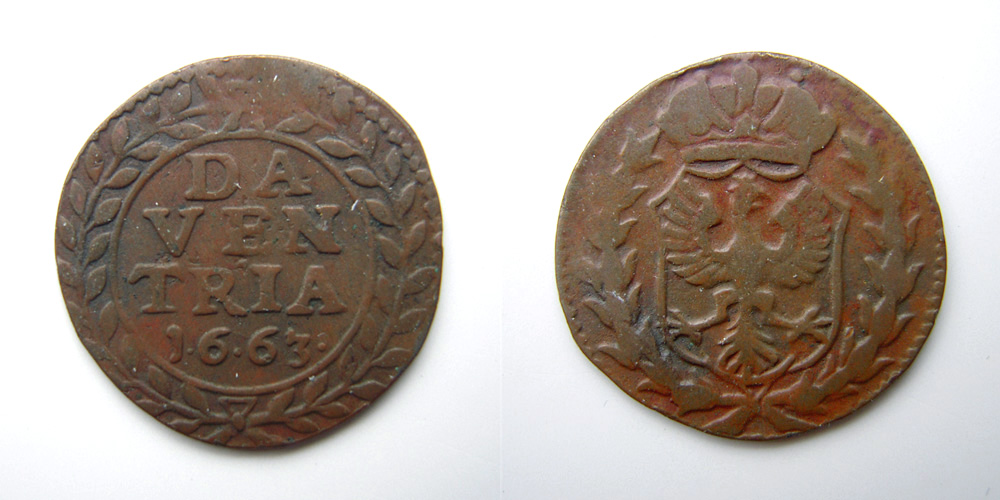
Koperen duit van Stad Deventer uit 1663

Een duit was een Nederlandse koperen munt van geringe waarde die vooral gebruikt werd in de 17e en 18e eeuw. Er werden ook halve duiten geslagen. De duit kwam niet meer voor in de Nederlandse Muntwet van 1816, waarbij het Nederlandse geldsysteem werd gedecimaliseerd. Evenals andere oude munten bleef de duit voorlopig wel in omloop, totdat het kopergeld vanaf 1821 werd gesaneerd.

## Waarde
Met het slaan van duiten ging het gewest Holland in 1573 er voor het eerst toe over koperen munten te slaan, wat tot dan toe ongebruikelijk was, maar spoedig overal in de Nederlanden werd nagevolgd. In de Franstalige gebieden werd de duit gigot genoemd. De duit was vóór de invoering van het decimale stelsel de munteenheid met de laagste waarde in de Nederlanden. Acht duiten waren een stuiver waard, dus gingen er 20 maal 8 = 160 duiten in één gulden.

## Indische duit
Bij de duiten voor de VOC gingen er echter maar vier in de stuiver, hetgeen smokkel in de hand werkte. Om smokkel door zeelui te voorkomen, werd voor de VOC een aparte duit geslagen met VOC-monogram, zodat de Nederlandse en Indische duit te onderscheiden waren.
In Nederlands-Indië werd de duit pas in 1854 afgeschaft als officieel betaalmiddel.

## Afschaffing en sanering
De Muntwet van 1816 had tot doel het Nederlandse geld in een decimaal stelsel om te vormen, waarbij de Nederlandse gulden werd verdeeld in 100 cent. De oude munten, waaronder de duit, werden in de ca. 30 jaar na 1816 uit de roulatie genomen. Dit was voor het zilvergeld een vrij kostbare operatie omdat men niet wilde dat de burgers de kosten zouden dragen voor die sanering. Het kopergeld werd wel al vanaf 1821 gesaneerd. Daarbij kwam het goed uit dat de hoeveelheid metaal in de nieuwe cent gelijk was aan die in de oude duit (waarvan er 160 in een gulden gingen). Zo kon de overheid ingenomen duiten zelfs met enige winst omvormen tot nieuwe centen, ook al waren veel duiten nogal afgesleten.
Weerstand tegen de afschaffing van de duit was er ook. De duit was tot dan toe de kleinste hoeveelheid geld die men als aalmoes of bij een collecte kon geven, en de halve cent was net iets minder waard (1/200 gulden in plaats van 1/160). De Amsterdamse hoogleraar Jean Henri van Swinden, die de regering adviseerde over het nieuwe muntstelsel, vreesde daarom voor de opbrengsten van collectes.

## Taalgebruik

### Nederlands
De naam van het geldstuk werd nog lang bewaard in vierduitstuk oftewel de plak, zo genoemd omdat het het grootste bronzen geldstuk van zijn tijd was en die een halve stuiver of 2½ cent waard was. Het spreekwoord 'een duit in het zakje doen' betekent ergens over meepraten, een aanklacht verzwaren of een eigen bijdrage leveren. Letterlijk betekent het de kleinst mogelijke donatie in de collectezak van de kerk.
- "Duitendief" is een synoniem van gierigaard.

### Maleis, Indonesisch en Chinees
In het hedendaagse Maleis en Indonesisch is het van het Nederlandse duit afgeleide woord (in deze talen uitgesproken als 'doe-it') de gebruikelijke term voor geld in het algemeen, of kopergeld in het bijzonder. In het Chinees van Zuid-Oost-Azië en Zuid-China is het woord verbasterd tot 'lui' (鐳).
- "Perempuan mata duitan" is een uitdrukking voor een vrouw met een oog voor geld in de betekenis van 'golddigger'.